# God (Band)
God war eine britische Experimental-Metal-Band aus London, die im Jahr 1987 gegründet wurde und sich 1996 auflöste.

## Geschichte
Die Band wurde im Jahr 1987 von Kevin Martin gegründet, nachdem er von Mark E. Smith kontaktiert worden war, um einen Gastbeitrag für eine Kompilation von seiner Band The Fall, die den Namen Disparate Cognescenti trägt, beizusteuern. Martins hauptsächlicher musikalischer Partner war Shane Rogan. Beide beschlossen daraufhin zusammen God zu gründen, wobei Martin den Gesang übernahm und das Tenorsaxophon spielte, während Rogan die E-Gitarre übernahm. Für den Rest der 1980er Jahre befand sich die Besetzung um das Duo in einem stetigen Wechsel. Martin betrieb in London zudem den Mule Club, in dem God zusammen mit Napalm Death und Godflesh auftreten konnte. Der Gitarrist Justin Broadrick, welcher ehemals bei Napalm Death tätig war und später Godflesh gegründet hatte, produzierte die EP Breach Birth, die 1990 bei Situation Two Records erschien. Broadrick trat kurze Zeit später offiziell God bei. Er war zudem zusammen mit Martin in vielen weiteren Musikprojekten tätig. God weitete sich daraufhin auf ein Projekt aus, das aus neun Mitgliedern bestand. Bei Martins eigenem Label Pathological Records erschien im Jahr 1991 das Live-Album Loco. Mit Possession folgte über Virgin Records im Jahr 1992 das erste Studioalbum, ehe 1993 ein weiteres Live-Album unter dem Namen Consumed bei Sentrax Records erschien. 1994 erschien das Studioalbum The Anatomy of Addiction, dem sich die Remix-EP Appeal to Human Greed 1995 anschloss. 1996 löste sich die Gruppe auf.

## Stil
Laut Ned Raggett von Allmusic kombiniert die Band auf Loco Free Jazz der 1970er und 1980er Jahre mit Heavy Metal. Laut Robert Müller vom Metal Hammer ist die Band auf The Anatomy of Addiction eine „wenig melodische, rhythmusorientierte und angejazzte Variante“ von Godflesh. Die Musik sei außerdem sperrig, aber intensiv.

## Diskografie
- 1990: Breach Birth (EP, Situation Two Records)
- 1990: Meathead / Car First (Split mit Terminal Cheesecake, Clawfist Records)
- 1991: Loco (Album, Pathological Records)
- 1992: Possession (Album, Virgin Records)
- 1993: Consumed (Album, Sentrax Records)
- 1994: The Anatomy of Addiction (Album, Big Cat)
- 1995: Appeal to Human Greed (EP, Big Cat)